# Baulne-en-Brie
Baulne-en-Brie és un municipi francès situat al departament de l'Aisne i a la regió dels Alts de França. L'any 2007 tenia 290 habitants.

## Demografia

### Població
El 2007 la població de fet de Baulne-en-Brie era de 290 persones. Hi havia 120 famílies de les quals 28 eren unipersonals (20 homes vivint sols i 8 dones vivint soles), 48 parelles sense fills, 32 parelles amb fills i 12 famílies monoparentals amb fills.
La població ha evolucionat segons el següent gràfic:
Habitants censats

### Habitatges
El 2007 hi havia 166 habitatges, 120 eren l'habitatge principal de la família, 38 eren segones residències i 8 estaven desocupats. 158 eren cases i 6 eren apartaments. Dels 120 habitatges principals, 104 estaven ocupats pels seus propietaris, 14 estaven llogats i ocupats pels llogaters i 2 estaven cedits a títol gratuït; 1 tenia una cambra, 7 en tenien dues, 18 en tenien tres, 37 en tenien quatre i 57 en tenien cinc o més. 98 habitatges disposaven pel capbaix d'una plaça de pàrquing. A 50 habitatges hi havia un automòbil i a 61 n'hi havia dos o més.

### Piràmide de població
La piràmide de població per edats i sexe el 2009 era:
| Homes | Edats   | Dones |
| ----- | ------- | ----- |
| 0     | 95 o +  | 0     |
| 0     | 90 a 94 | 0     |
| 0     | 85 a 89 | 4     |
| 8     | 80 a 84 | 4     |
| 0     | 75 a 79 | 4     |
| 8     | 70 a 74 | 8     |
| 12    | 65 a 69 | 8     |
| 0     | 60 a 64 | 4     |
| 16    | 55 a 59 | 8     |
| 8     | 50 a 54 | 12    |
| 8     | 45 a 49 | 12    |
| 8     | 40 a 44 | 0     |
| 12    | 35 a 39 | 16    |
| 4     | 30 a 34 | 4     |
| 4     | 25 a 29 | 0     |
| 4     | 20 a 24 | 0     |
| 12    | 15 a 19 | 4     |
| 4     | 10 a 14 | 24    |
| 12    | 5 a 9   | 4     |
| 0     | 0 a 4   | 4     |

## Economia
El 2007 la població en edat de treballar era de 184 persones, 139 eren actives i 45 eren inactives. De les 139 persones actives 122 estaven ocupades (67 homes i 55 dones) i 17 estaven aturades (9 homes i 8 dones). De les 45 persones inactives 25 estaven jubilades, 12 estaven estudiant i 8 estaven classificades com a «altres inactius».

### Ingressos
El 2009 a Baulne-en-Brie hi havia 120 unitats fiscals que integraven 301,5 persones, la mediana anual d'ingressos fiscals per persona era de 18.366 €.

### Activitats econòmiques
Dels 6 establiments que hi havia el 2007, 1 era d'una empresa de construcció, 2 d'empreses de comerç i reparació d'automòbils, 1 d'una empresa d'hostatgeria i restauració, 1 d'una empresa de serveis i 1 d'una empresa classificada com a «altres activitats de serveis».
L'únic servei als particulars que hi havia el 2009 era un paleta.
L'any 2000 a Baulne-en-Brie hi havia 20 explotacions agrícoles que ocupaven un total de 594 hectàrees.

## Poblacions més properes
El següent diagrama mostra les poblacions més properes.